# Slupečná
Slupečná (německy Luppetsching) je vesnice, část obce Lipno nad Vltavou v okrese Český Krumlov. Nachází se asi 1 km na severozápad od Lipna nad Vltavou. Je zde evidováno 213 adres.
Slupečná leží v katastrálním území Lipno nad Vltavou o výměře 19,49 km².

## Historie
První písemná zmínka o vesnici pochází z roku 1353. Slupečná původně byla (od zavedení obecního zřízení v polovině 19. století) samostatná obec, do které patřily osady: Kobylnice, Lipno, Plískov a Studené . V letech 1938 až 1945 byla (v důsledku uzavření Mnichovské dohody) součástí nacistického Německa.